# Chroniosuchia
Los croniosuquios (Chroniosuchia) son un orden de tetrápodos que existió durante el Pérmico Medio y el Triásico Superior en Europa del Este, Kirguistán, China y Alemania.

## Taxonomía
- Reptiliomorpha
- Orden Chroniosuchia
  - Familia Bystrowianidae Vjuschkov, 1957
    - Axitectum
    - Bystrowiana
    - Bystrowiella[2]
    - Dromotectum
    - Synesuchus

  - Familia Chroniosuchidae Vjuschkov, 1957
    - Chroniosaurus
    - Chroniosuchus
    - Ingentidens[3]
    - Jarilinus[4]
    - Madygenerpeton[1]
    - Phratochronis[3]
    - Uralerpeton[5]
    - Suchonica[6]

## Galería

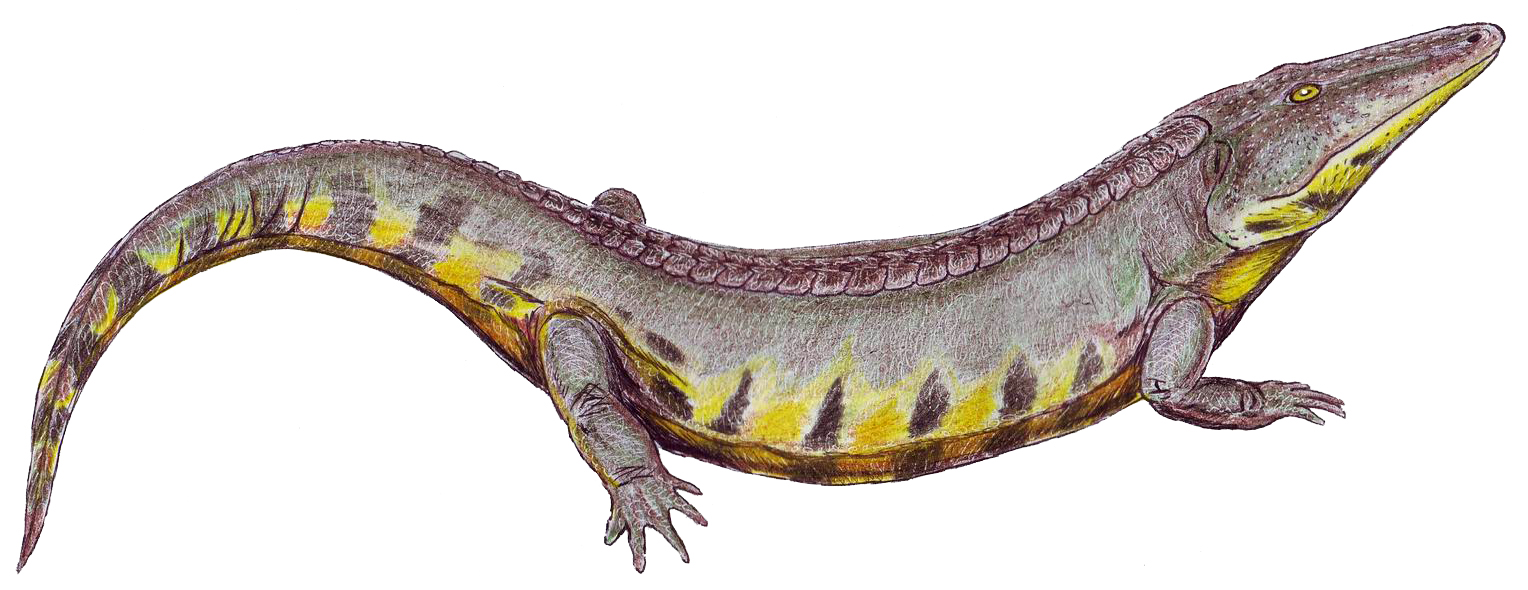
Bystrowiana permira
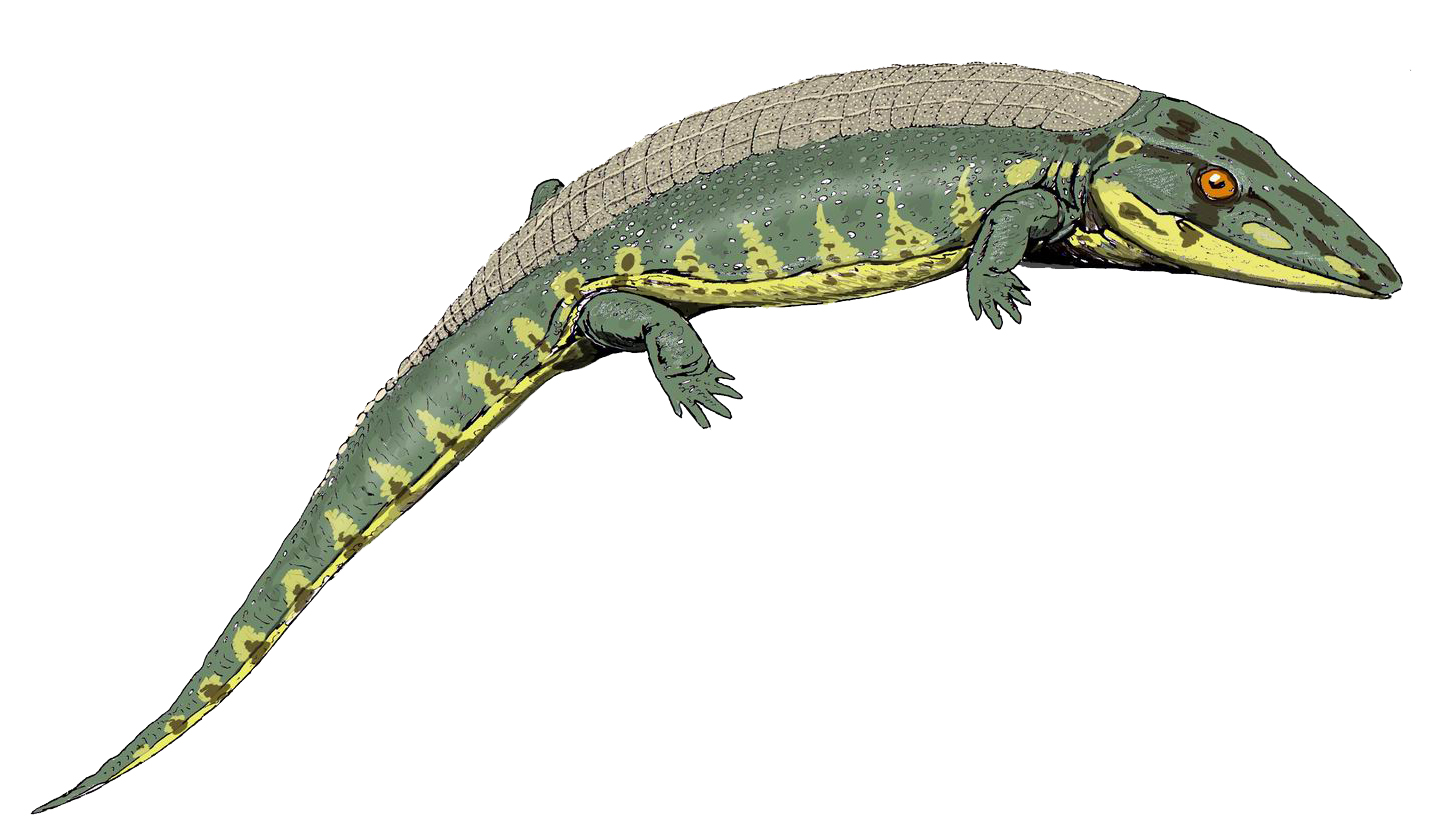
Chroniosaurus dongusensis
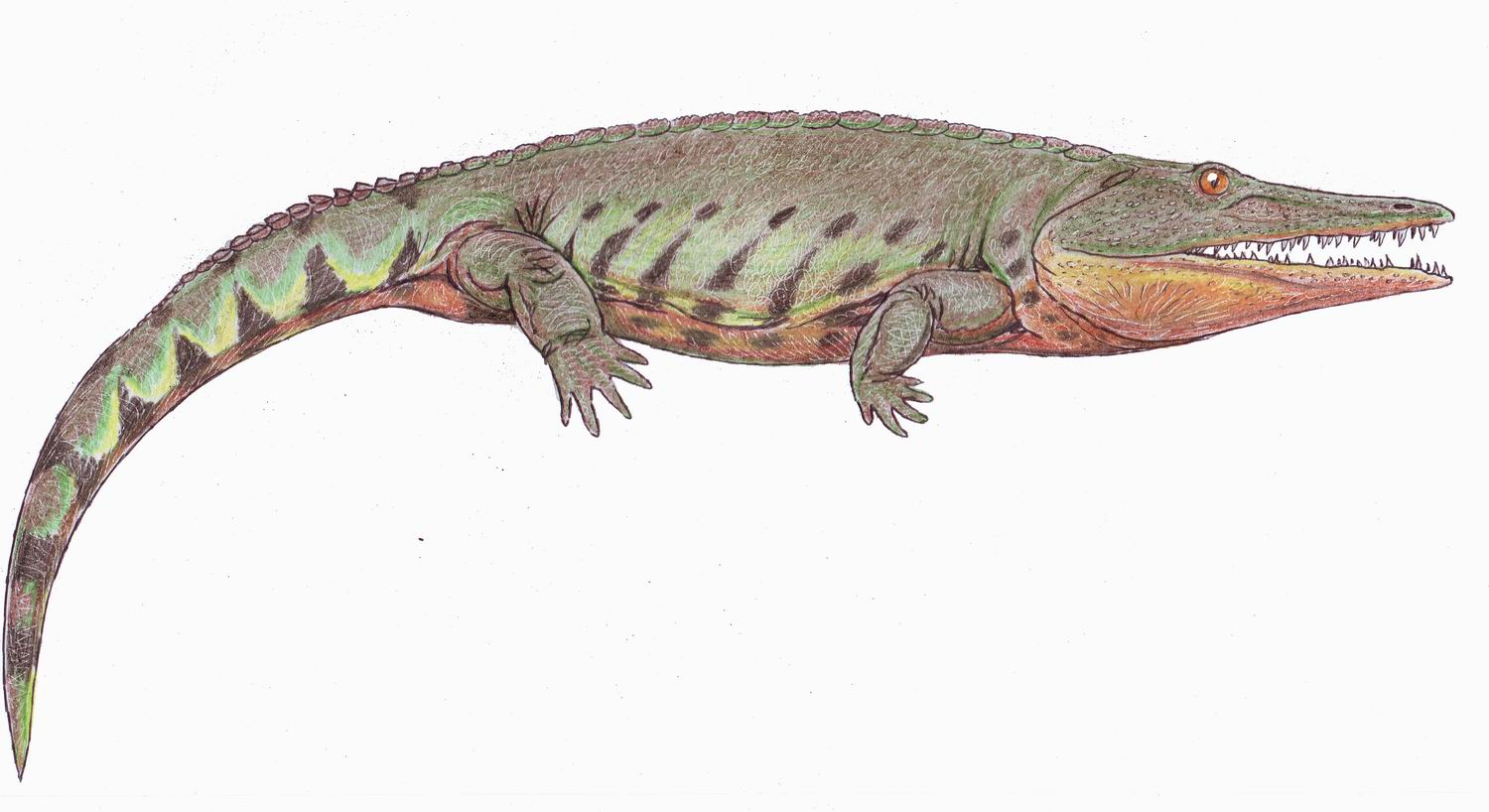
Uralerpeton tverdokhlebovae